# Валерија (ТВ серија)
Валерија (шп. Tierra de pasiones) америчка је теленовела, продукцијске куће Телемундо, снимана 2006.
У Србији је емитована током 2006. и 2007. на телевизији Пинк.

## Синопсис
Валерија је прелепа жена снажног карактера, карактера који јој је помогао да не пада пред великим љубавним разочарењима, фрустрираним мајчинством, одбијања од стране свог оца, и огромне самоће у којој живи. Управља породичним виноградима заједно са својим оцем Ћемом, са којим је у лошем односу с обзиром да он одувек према њој показује презир. У ствари, дан пре њеног венчања, открива да је њен отац платио њеног дечка да је ожени.
С друге стране, Франциско је истакнути публициста који је пре пар година постао удовац и живи у граду са својим сином јединцем. Једног дана долази у обилазак породичног имања и открива да се његов отац оженио доста млађом женом која, не само да га је довела на руб банкрота, него га је довела и до депресивног стања, потом и извршавања самоубиства. Тада Франциско одлучује да остане на свом имању како би спасио од банкрота породични бизнис.
Та животна околност га доводи до упознавања са Валеријом, са којом склапа пословни договор који је од обостране косристи. На почетку њихови тешки карактери се сударају, али се временом између њих двоје крене развијати страствена љубав која не зна за границе, и за коју ће се обоје неуморно борити до самог краја.
Између особа које ће их покушати раздвојити налазе се Ћема (Валеријин отац), Марсија (удовица Францисковог оца и будућа Ћемина љубавница) Паула (Францискова бивша девојка, Марсијина сестра) и Мигел (Валеријн бивши дечко кога само занима њен новац).

## Улоге
| Глумац:             | Улога:                     |
| ------------------- | -------------------------- |
| Габријела Спаник    | Валерија Сан Роман         |
| Саул Лисазо         | Франсиско Контрерас        |
| Катерине Сијачоке   | Марсија Хернандез          |
| Франциско Гаторно   | Пабло Гонзалез             |
| Хектор Суарез       | Хосе Марија Чема Сан Роман |
| Ђералдин Базан      | Белинда Сан Роман          |
| Рикардо Чавез       | Мигел Валдез               |
| Ферд Ваљес          | Густаво Контрерас          |
| Аријел Лопез Падиља | Хавијер Ортигоза           |
| Каролина Лизаразо   | Паула Хернандез            |
| Серхио Каталан      | Хорхе Сан Роман            |
| Арап Бетке          | Роберто Контрерас          |
| Лилијана Родригез   | Лурдес Лилу Агилар         |
| Исабел Морено       | Маријана Нана Санчез       |
| Тереса Туцио        | Габријела Лопез            |
| Џесика Церезо       | Данијела Домингез          |
| Едуардо Куерво      | Мауро Лопез                |
| Карлос Ест          | Алехандро Домингез         |
| Карлос Месебер      | Херардо Агилар             |
| Франциска Матиеј    | Лупе                       |